# Schloss Hainfeld
Das Schloss Hainfeld ist das größte Wasserschloss der Steiermark. Es befindet sich in der Gemeinde Feldbach in Österreich.

## Geschichte
Das 1275 erstmals urkundlich erwähnte Schloss wurde an der Stelle eines Wehrbaus errichtet. Die Herren von Hainfeld werden als Lehnsnehmer der Wildoner auf der nahegelegenen Riegersburg 1305 erstmals erwähnt. 1332 kam der Edelhof durch Heirat an Ulrich Winkler. Die Familie Winkler ersetzte die kleine Wasserburg in der zweiten Hälfte des 16. Jahrhunderts durch ein wehrhaftes vierflügeliges Renaissance-Schloss, das größte Wasserschloss der Steiermark. Seine Aufgabe war es, das nach Osten offene Raabtal vor Einfällen der Ungarn zu schützen. Der Hof wurde so groß angelegt, um bei Gefahr möglichst viele Bauern der Umgebung aufnehmen zu können.
Nach dem Tod des minderjährigen Wilhelm Winkler machten um 1550 zahlreiche Erben Ansprüche auf Hainfeld geltend. 1573 gelang es Wolf Zwickl, der ein Viertel des Gutes erworben hatte, es ganz in seiner Hand zu vereinigen. Durch die Witwe seines Sohnes, die mit einem Grafen Khiesl verheiratet war, kam Hainfeld in den Besitz von dessen Familie, den Grafen Zwickl genannt Khiesl. Beim Ungarneinfall von 1605 entstanden am Schloss keine größeren Schäden. 1690 brachte Gräfin Maria Eleonore Khiesl Hainfeld in ihre Ehe mit Leopold Josef Graf Orsini-Rosenberg ein. Dieser verkaufte es 1719 an Wenzel Carl Graf Purgstall. 1773 wurde die Kapelle in den Nordflügel verlegt und die alte Schlosskapelle in der Hofmitte abgerissen sowie das Hauptportal neu gestaltet. 1835 wurde das Schloss von Gräfin Johanna Anna Purgstall an ihren Adoptivsohn, Joseph von Hammer-Purgstall, weitervererbt. 2014 wurde das Schloss von einer Erbin an die Ciguena Immobilien GmbH für 700.000 € verkauft.
Die Sanierung des denkmalgeschützten Gebäudes gestaltete sich als kompliziert. Im Zuge dessen wurde der bereits seit längerer Zeit ausgetrocknete Wassergraben restauriert und wiederhergestellt. Notwendig sind umfangreiche Sanierungsarbeiten an den Dachflächen, um vor allem um eine Beschädigung der Stuckdecken zu vermeiden. Die einst reiche Ausstattung an Gemälden und Möbeln ging durch die russische Besatzung größtenteils verloren, zuletzt wurde die Gemäldegalerie mit 58 Bildern steirischer Adeliger des neapolitanischen Malers Gennaro Basili von 1762 im Wiener Kunsthandel 2012 versteigert. Außerdem gibt es ein chinesisches Zimmer mit Papierbildern in metallenen Rokokorahmen, ein Kabinett mit niederländischen Fayenceplatten und bemalten Papiertapeten, Rokoko- und Empireöfen sowie Gemälde und Akanthus-Stuckdecken des späten 17. Jahrhunderts. Das Schlossarchiv befindet sich heute im Steiermärkischen Landesarchiv in Graz.

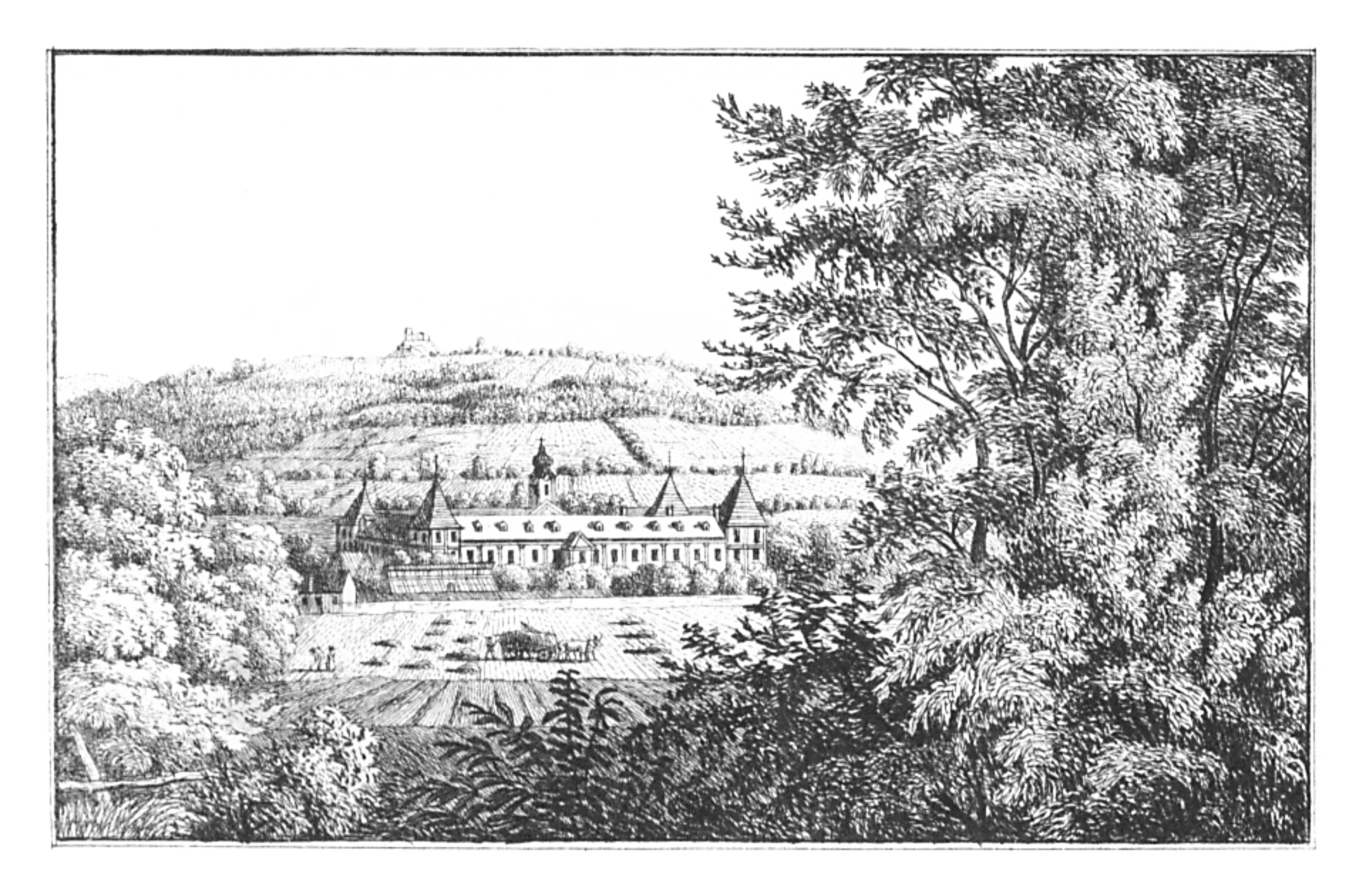
Schloss Hainfeld, Kuwasseg 1830
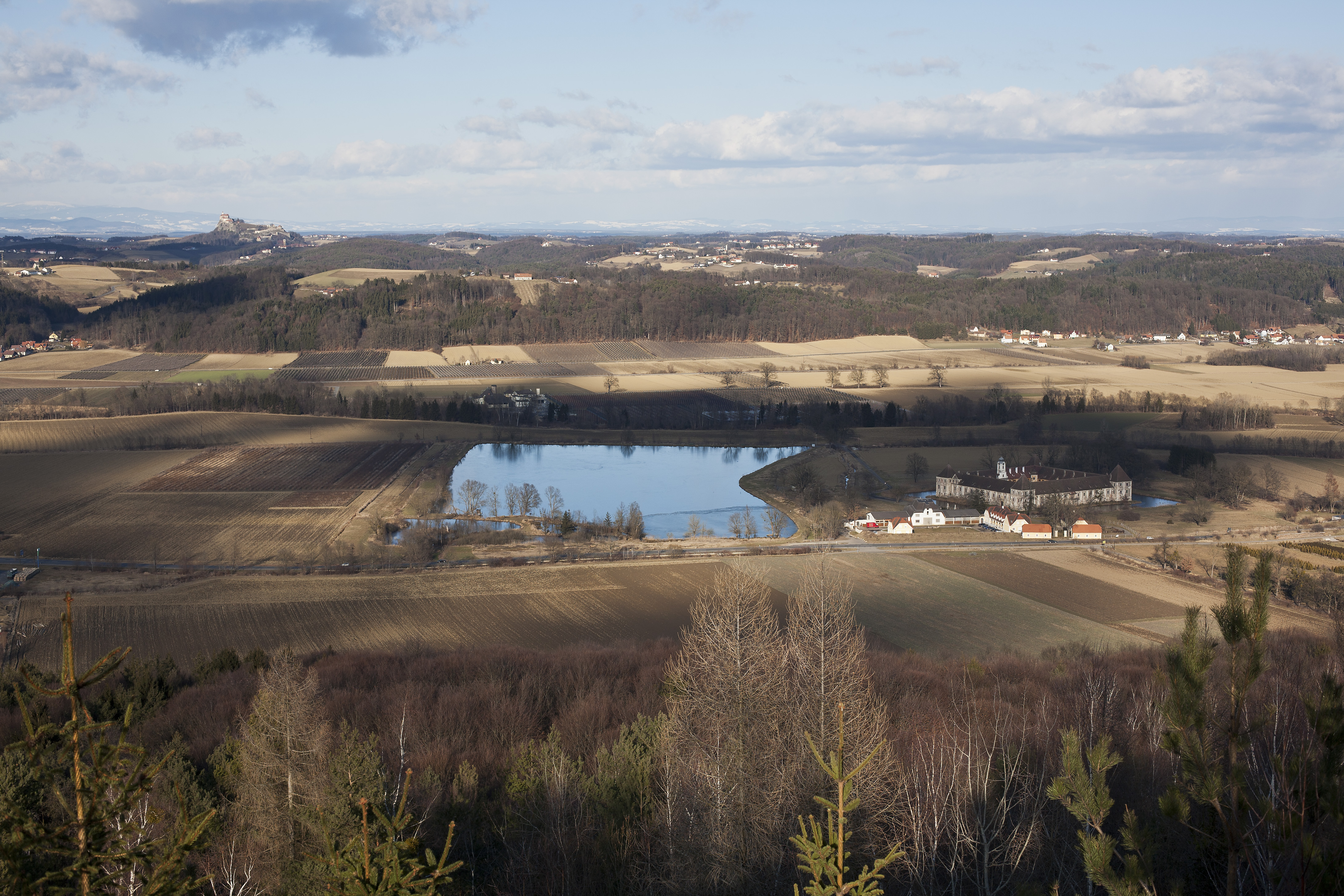
Schloss Hainfeld und Riegersburg vom Mühldorfer Steinberg
Schloss Hainfeld von Süden
Schloss Hainfeld 2012
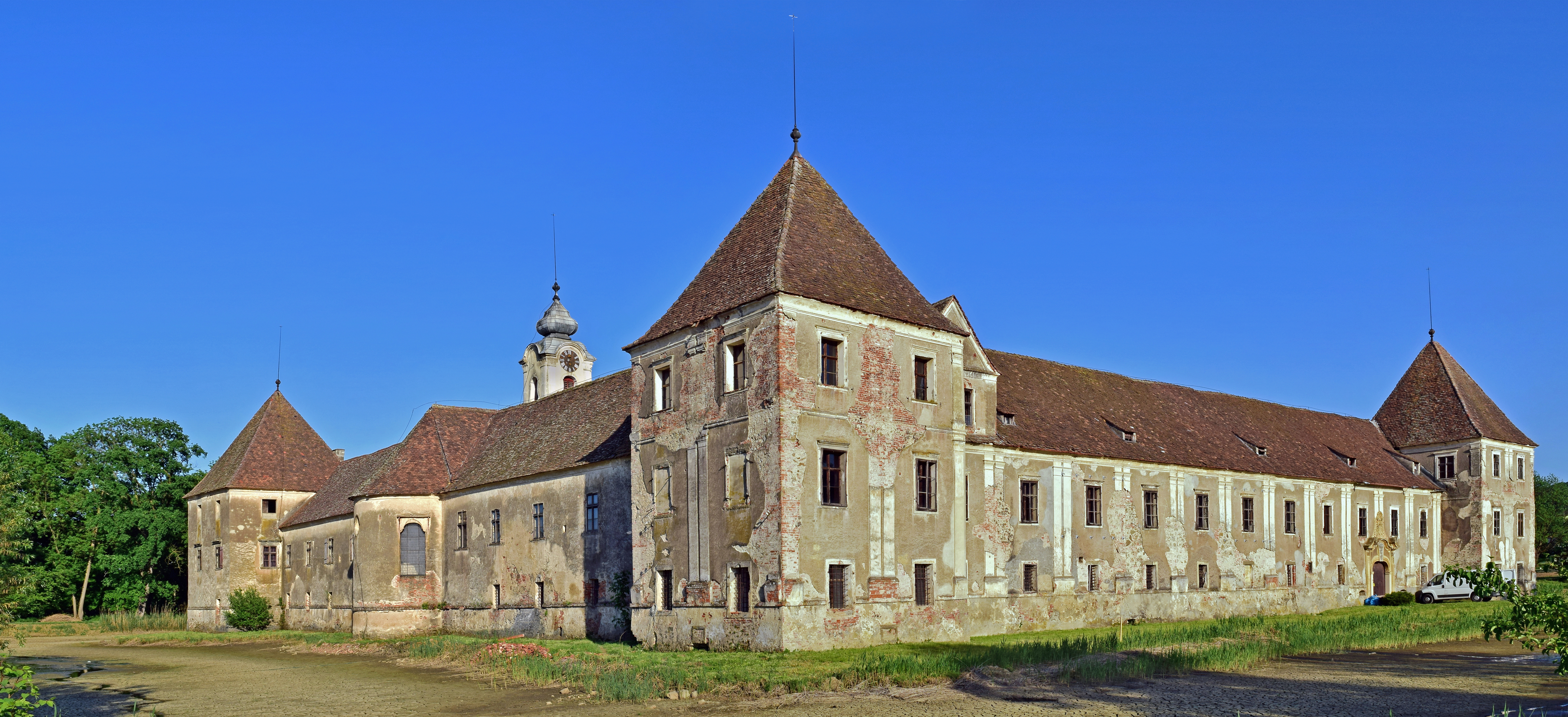
Schloss Hainfeld 2008